# Free as a Bird
Free as a Bird (englisch für: Frei wie ein Vogel) ist ein Lied, das als virtuelle Wiedervereinigung der britischen Rockband The Beatles im November 1995 auf dem Doppelalbum Anthology 1 veröffentlicht wurde. Im Dezember 1995 erschien das Lied außerdem als Single.

## Hintergrund

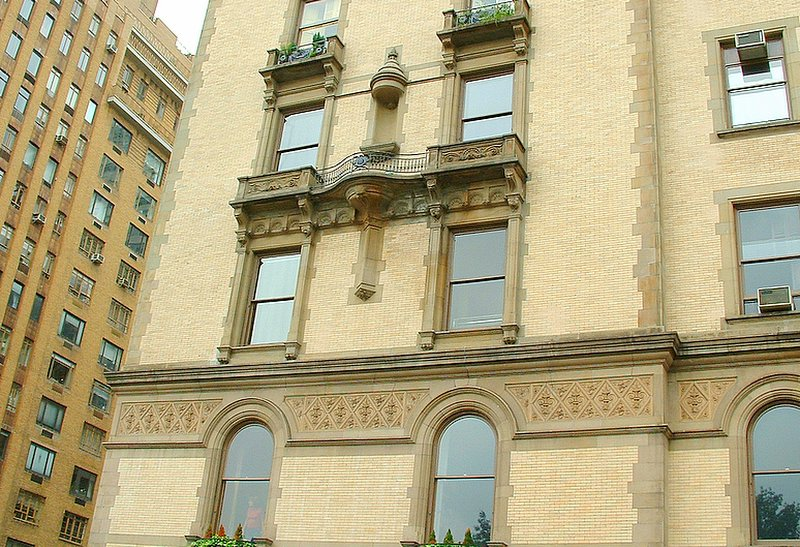
John Lennons Apartment im Dakota-Gebäude in New York, in dem er das Demo von Free as a Bird aufnahm

Der Ursprung von Free as a Bird ist eine unvollendet gebliebene Komposition von John Lennon. Lennon komponierte zwischen 1975 und 1980 in seinem New Yorker Apartment zahlreiche Liedfragmente und nahm viele Demoaufnahmen auf einfachen Musikkassetten auf. Er hatte Free as a Bird – vermutlich im Jahr 1977 – ebenfalls auf eine normale Audiokassette aufgenommen. Bei dieser Aufnahme begleitete er sich selbst ausschließlich auf einem Klavier. John Lennon konnte das Lied bis zu seinem Tod im Jahr 1980 nicht mehr vollenden. Insbesondere im Mittelteil fehlten noch einige Textzeilen und Harmonien.
Anfang der 1990er Jahre waren die drei damals noch lebenden ehemaligen Beatles in ihrem Anthology-Projekt involviert und planten für die Dokumentationsserie Begleitmusik aufzunehmen. Sie kamen aber schließlich zu dem Entschluss Musik unter dem Bandnamen The Beatles einzuspielen, dafür brauchten sie aber eine musikalische Beteiligung von John Lennon.
Am 19. Januar 1994 traf Lennons Witwe Yoko Ono Paul McCartney in New York, um Lennon postum in die Rock and Roll Hall of Fame aufzunehmen. McCartney überreichte den Preis, den Ono stellvertretend für Lennon entgegennahm. Yoko Ono übergab den verbliebenen Beatles Paul McCartney, George Harrison und Ringo Starr zwei Musikkassetten mit Heimaufnahmen von John Lennon mit den Liedern Free As A Bird, Real Love, Grow Old with Me und Now and Then, damit diese die Aufnahme beenden beziehungsweise vervollständigen konnten. Yoko Ono sagte dazu: „Bis dahin war alles geklärt, ich nutzte die Gelegenheit, um Paul die Bänder persönlich zu übergeben. Ich habe die Beatles nicht aufgelöst, aber ich war damals dabei, weißt du? Jetzt bin ich in einer Position, in der ich sie wieder zusammenbringen könnte, und das möchte ich nicht verhindern. Es war eine Situation, die mir das Schicksal gegeben hat.“
McCartney war zu Beginn skeptisch: „Ich hatte sie [die Lieder] noch nie zuvor gehört, aber sie erklärte, dass sie bei Lennon-Fans als Bootlegs bekannt sind. Ich sagte zu Yoko: ‚Stellt uns nicht zu viele Bedingungen, es ist wirklich schwierig, das spirituell zu tun. Wir wissen es nicht, vielleicht hassen wir uns nach zwei Stunden im Studio und gehen einfach raus.‘“
Als Co-Produzenten baten sie Jeff Lynne dazu. George Martin lehnte es ab, an dem Song zu arbeiten, mit der Begründung, dass sein Gehör der Aufgabe nicht mehr gewachsen sei. Der Rohzustand von Free as a Bird ermöglichte es den drei Beatles ein neues Arrangement zu kreieren und neue Akkorde und Texte sowie neuen Gesang hinzuzufügen.
Seit der Trennung der Beatles 1970 bis zum Tod von John Lennon 1980 gab es keine musikalische Zusammenarbeit aller vier Beatles, es wurden aber zwei Lieder aufgenommen, bei denen jeweils drei ehemalige Beatles beteiligt waren: I’m the Greatest aufgenommen in 1973 mit Starr, Lennon und Harrison sowie 1981 All Those Years Ago mit Harrison, McCartney und Starr. Free as a Bird wurde die erste Beatles-Single seit 1970, das neu aufgenommenes Material beinhaltet.
In Großbritannien erreichte die Single Platz zwei der Singlecharts; in den USA den sechsten Platz der Billboard Hot 100. In Deutschland war Platz 37 die beste Platzierung. In den USA verkaufte sich die Single 500.000 Mal und erreichte Goldstatus. Der Song gewann 1997 den Grammy für die beste Pop-Performance eines Duos oder einer Gruppe mit Gesang.

## Aufnahme
John Lennon nahm 1977 mehrere Demos von Free as a Bird mit Gesang und Klavierbegleitung in seiner Wohnung im Dakota Building in New York auf.
Die drei zu diesem Zeitpunkt noch lebenden Beatles nahmen sich nach eigenen Aussagen vor, bei der Aufnahme von Free as a Bird so zu tun, als wäre Lennon nach begonnener Arbeit in den Urlaub gefahren und hätte ihnen die Vollendung des Liedes überlassen.

“Let’s pretend John’s gone on holiday, and he sent us a cassette and said ‘finish this up, I trust you, just do your stuff on it, finish it up for me.’”

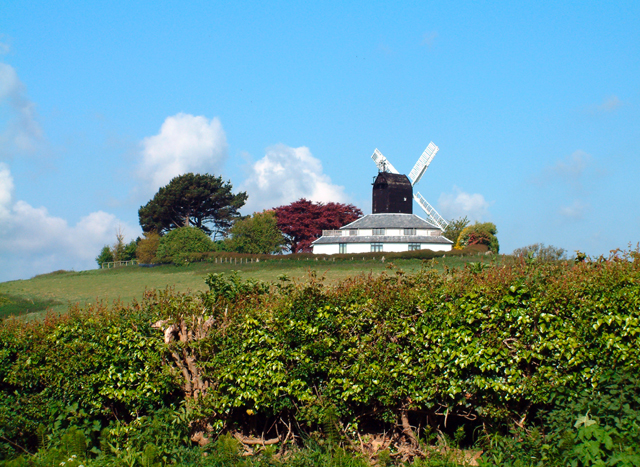
Im Hog Hill Mill Studio wurden die Aufnahmen hauptsächlich eingespielt

Im Februar und März 1995 nahmen Paul McCartney, George Harrison und Ringo Starr in McCartneys Hog Hill Mill Studio die Overdubs auf. Jeff Lynne war der Produzent, Geoff Emerick und Jon Jacobs waren die Toningenieure der Aufnahmen. Zunächst musste Lennons ursprüngliche Kassetten-Aufnahme im Hollywood-Studio von Produzent Jeff Lynne klanglich überarbeitet und taktgenau umgeschnitten werden. Jeff Lynne sagte im Dezember 1995 gegenüber dem Sound on Sound Magazin: „Es war sehr schwierig und einer der härtesten Jobs, die ich je machen musste, wegen der Art des Ausgangsmaterials. Es klang, gelinde gesagt, sehr primitiv. Ich verbrachte ungefähr eine Woche in meinem eigenen Studio, um beide Tracks auf meinem Computer zu bereinigen, mit einem Freund von mir, Marc Mann, der ein großartiger Toningenieur, Musiker und Computerexperte ist […]“
Nach dieser aufwendigen Arbeit, die vor allem von Produzent Jeff Lynne durchgeführt wurde, fügten McCartney, Harrison und Starr die Aufnahmen ihrer Instrumente hinzu. Den von Lennon unvollständig hinterlassenen Mittelteil füllten sie mit neu geschriebenem Text und neuer Melodie. Das Studioequipment war größtenteils analog, um die Aufnahme so authentisch wie möglich zu gestalten.
Besetzung:
- John Lennon: Gesang, Klavier
- Paul McCartney: Gesang, Bass, Akustikgitarre, Keyboard, Klavier
- George Harrison: Gesang, E-Gitarre, Akustikgitarre, Ukulele
- Ringo Starr: Schlagzeug, Hintergrundgesang
- Jeff Lynne: E-Gitarre, Hintergrundgesang

Das Lied endet mit einem leicht psychedelisch klingenden Outro, in dem unter anderem eine Ukulele zu hören ist. In das Outro wurde ein rückwärts abgespieltes Zitat von John Lennon eingebaut, das richtig herum abgespielt den Satz “Turned out nice again” ergibt. Dieser Spruch wird dem britischen Sänger George Formby zugeschrieben, den Harrison und Lennon bewunderten.

## Veröffentlichungen
- Free as a Bird erschien zunächst am 20. November 1995 als erstes Stück des Albums Anthology 1.
- Am 12. Dezember 1995 wurde es als Single in unterschiedlichen Formaten veröffentlicht. Zunächst erschien es als Single auf CD,[6] EP-Format[7] und Kassette,[8] eine Woche später auf 7″-Schallplatte.[9] Neben Free as a Bird enthielten alle Formate das Stück Christmas Time (Is Here Again), das ursprünglich 1967 auf einer Weihnachtsschallplatte für Mitglieder des Beatles-Fanclubs enthalten war. Die CD-EP enthielt außerdem zwei weitere bis dato unveröffentlichte Stücke der Beatles. Zum einen eine alternative Version des Lieds I Saw Her Standing There, zum anderen eine alternative Fassung von This Boy.
- In den USA[10] und in Großbritannien[11] wurde eine Promotion-CD-Single veröffentlicht, die nur das Lied Free as a Bird enthält.
- Im Zuge der Veröffentlichung einer Videokompilation mit dem Namen 1+ am 6. November 2015 wurde der Song von Jeff Lynne, Steve Ray, Giles Martin und Sam Okell neu abgemischt. Dabei wurden teils alternative Gitarrenspuren von George Harrison verwendet und Lennons Gesang lauter abgemischt. Darüber hinaus ist Lennons Ausspruch am Ende des Songs Turned out nice again nun vorwärts abgespielt zu hören.

## Coverversionen
Es gibt 25 Coverversionen von Free as a Bird.

## Video
Zu dem Lied produzierten Vincent Joilet und Joe Pytka ein Video, in dem aus der Sicht eines fliegenden Vogels verschiedene Orte zu sehen sind, die für unzählige Bezüge zu Beatles-Liedern speziell hergerichtet wurden. Das Video gewann 1997 einen Grammy in der Kategorie Grammy Award for Best Short Form Music Video.
Einzelne Bezüge im Video zu Free as a Bird  
- Zu Beginn des Songs ist ein Vogelflattern wie in Across the Universe (Wildlife-Version) zu hören,
- es sind Kinderbilder der Beatles zu sehen,
- die Liverpooler Docks in Erinnerung an John Lennons Vater,
- die Hafenarbeiter (Textzeile aus Rain: “[…] they run and hide their heads […]”),
- ein Auftritt der Beatles im Cavern Club in Liverpool,
- Strawberry Fields von Strawberry Fields Forever,
- rennende Kinder von Lady Madonna – (“[…] see how they run”),
- ein Lieferwagen mit der Aufschrift „Egg. Co.“ und ein Eiermann von I Am the Walrus,
- zwei Männer, die wie Beamte aussehen von Taxman, streifen das Bild,
- das „Poppy Girl“ von Penny Lane,
- der Friseur hat ein Foto der Beatles im Schaufenster von Penny Lane,
- auf der Fensterbank ist für einen kurzen Moment eine Eidechse zu sehen (“[…] like a lizard on a window pane […]” aus Happiness Is a Warm Gun)
- zwei Frauen verlassen einen Laden, eine von ihnen ist Polythene Pam,
- in dem Fenster des Ladens hängt ein „Aushilfe gesucht“-Schild (Help) inspiriert von Help!,
- ein Junge flüstert seiner Freundin etwas ins Ohr, eine Anspielung auf Do You Want to Know a Secret,
- zwei Menschen sitzen im Auto: Drive My Car,
- das Anthology-Albumcover in einem Schaufenster,
- eine Geburtstagstorte von Birthday mit der Zahl 64 aus When I’m Sixty-Four,
- ein Schild mit der Aufschrift Dr. Robert,
- eine Menschenmenge und der Verkehrsunfall (“A crowd of people […] He blew his mind out in a car” aus A Day in the Life),
- ein Feuerwehrauto von Penny Lane (“He likes to keep his fire engine clean”),
- “Pretty little policemen in a row” aus I Am the Walrus,
- eine Helter-Skelter-Rutschbahn aus Helter Skelter,
- ein Drachen (englisch: ‚kite‘) aus Being for the Benefit of Mr. Kite!,
- jemand verschwindet über eine Leiter in einem Fenster aus She Came In Through the Bathroom Window,
- eine große Sonnenblume (“Everyone smiles as you drift past the flowers, that grow so incredibly high” aus Lucy in the Sky with Diamonds),
- Kinder mit Schweinemasken, inspiriert von Piggies,
- ein Schriftsteller arbeitend am Schreibtisch, inspiriert von Paperback Writer,
- grüne Äpfel in einer Obstschale als Symbol für ihr Plattenlabel Apple Records,
- im Fernsehen laufen die Beatles während ihres Auftritts in der Ed Sullivan Show,
- eine Zeitung mit der Überschrift “4,000 Holes Found In Blackburn, Lancashire” aus A Day in the Life,
- ein Porträt der Queen, inspiriert von Her Majesty, Textzeile in Penny Lane (“And in his pocket is a portrait of the Queen”),
- ein Mann repariert ein Dach wie in Fixing a Hole,
- ein „Blue Meanie“ aus dem Film Yellow Submarine guckt aus einem Loch in der Straße (“[…] sleeps in a hole in the road […]” aus Mean Mr. Mustard),
- ein Affe auf einem Hausdach: Everybody’s Got Something to Hide Except Me and My Monkey,
- auf der linken Straßenseite wird eine Bulldogge spazieren geführt: Hey Bulldog,
- ein „Newspaper Taxi“ wie in Lucy in the Sky with Diamonds fährt die Straße herauf,
- eine Frau verschwindet mit dem Taxi: She’s Leaving Home,
- ein Bild von Mao Zedong wird im Hintergrund vorbeigetragen: “But if you go carrying pictures of chairman Mao” aus Revolution,
- John Lennon und Yoko Ono tanzen den Walzer zu I Me Mine und The Ballad of John and Yoko,
- der Bus der Magical Mystery Tour am Ende der Straße,
- ein Mann mit Jagdgewehr und Tropenhelm (The Continuing Story of Bungalow Bill oder auch Happiness Is a Warm Gun)
- ein Elefant aus The Continuing Story of Bungalow Bill,
- der ehemalige Beatles-Bassist Stuart Sutcliffe ist im Hotel zu sehen,
- Ravi Shankar spielt in der Eingangshalle eine Sitar (Norwegian Wood, Love You To und Within You Without You),
- viele Personen des Sgt.-Pepper-Albumcovers,
- reflektierendes Sonnenlicht erinnert an Here Comes the Sun und Good Day Sunshine,
- eine Statue von „Mother Mary“ (Mother Mary aus Let it be),
- ein Grabstein mit der Aufschrift Eleanor Rigby,
- Father McKenzie aus Eleanor Rigby tritt von ihrem Grabstein zurück,
- ein altenglischer Schäferhund rennt durchs Bild (Paul McCartney hatte einen: Martha My Dear),
- eine Frau läuft auf einer Long and Winding Road,
- Paul McCartney auf einem kleinen Hügel von The Fool on the Hill,
- ein Mädchen allein mit einem Koffer wie in She’s Leaving Home,
- der Zebrastreifen vom Abbey Road-Albumcover,
- eine Politesse an der linken Seite der Straße von Lovely Rita.

## Auszeichnungen für Musikverkäufe
| Land/Region                  | Auszeichnungen für Musikverkäufe (Land/Region, Auszeichnung, Verkäufe) | Verkäufe |
| ---------------------------- | ---------------------------------------------------------------------- | -------- |
| Vereinigte Staaten (RIAA)    | Gold                                                                   | 500.000  |
| Vereinigtes Königreich (BPI) | Silber                                                                 | 200.000  |
| Insgesamt                    | 1× Silber · 1× Gold ·                                                  | 700.000  |